# Pitangui
Pitangui est une municipalité brésilienne de l'État du Minas Gerais et la microrégion de Pará de Minas.